# 愛三工業レーシングチーム
愛三工業レーシングチーム（Aisan Racing）とは、愛三工業が運営する自転車ロードレースチームである。
1976年、愛三工業の社内部活動として自転車部が設立。1987年に実業団登録を機に本格的なレース活動を開始する。
2006年にコンチネンタルチームとして登録し、国内でのレースのみならずアジアコンチネンタルツアーも主戦場としている。
UCI登録名はAISAN RACING TEAM、UCIコードはAIS。

## 選手

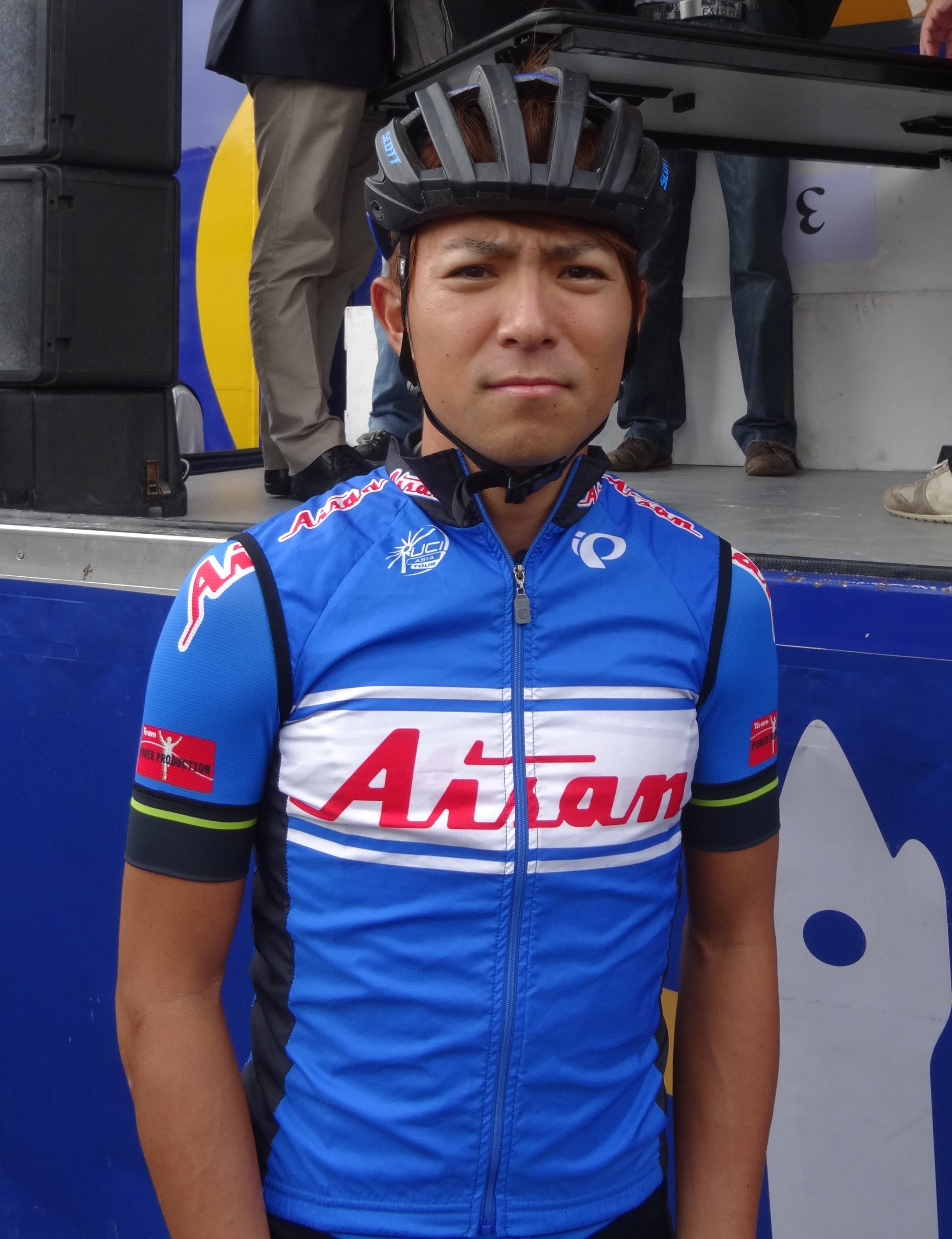
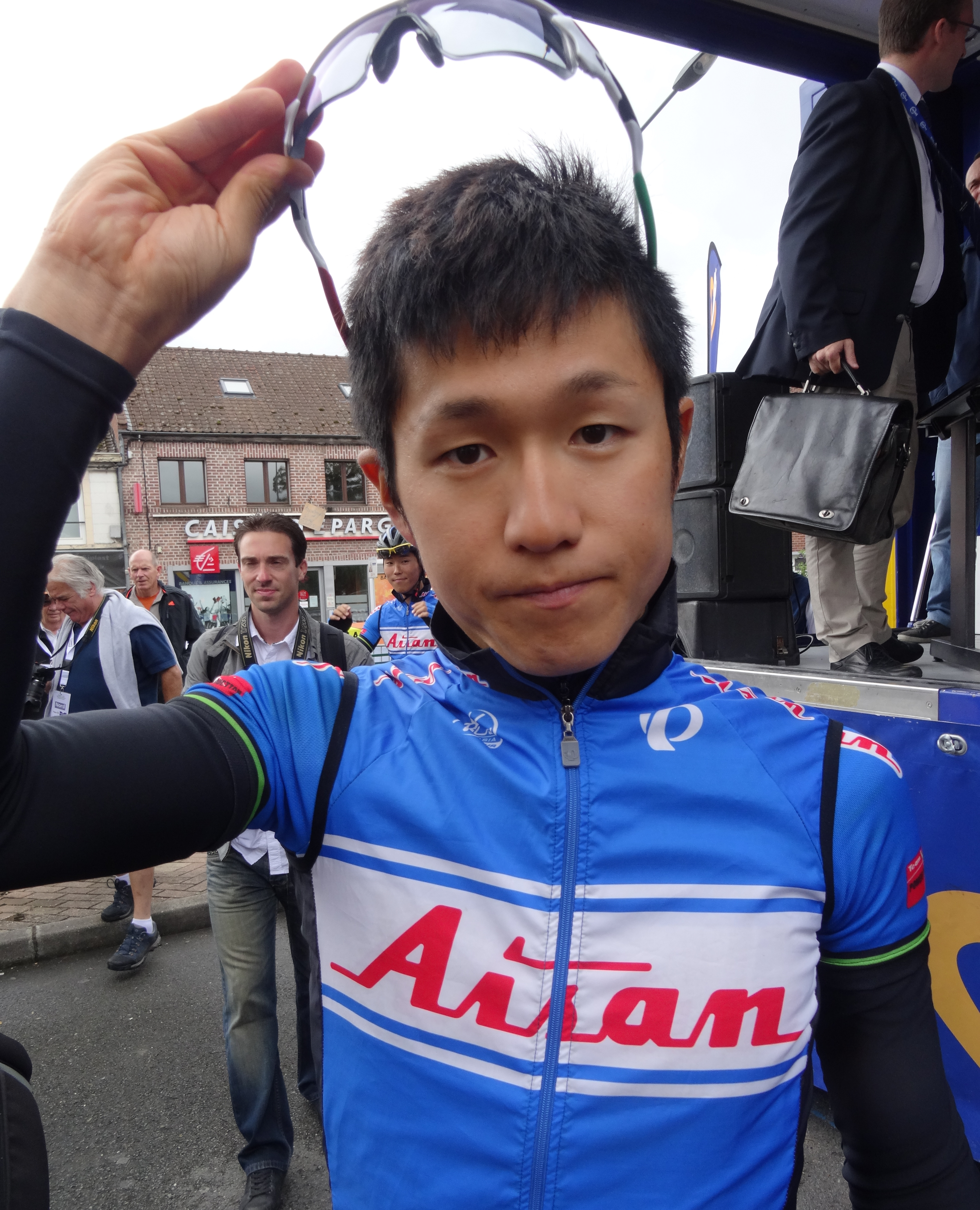
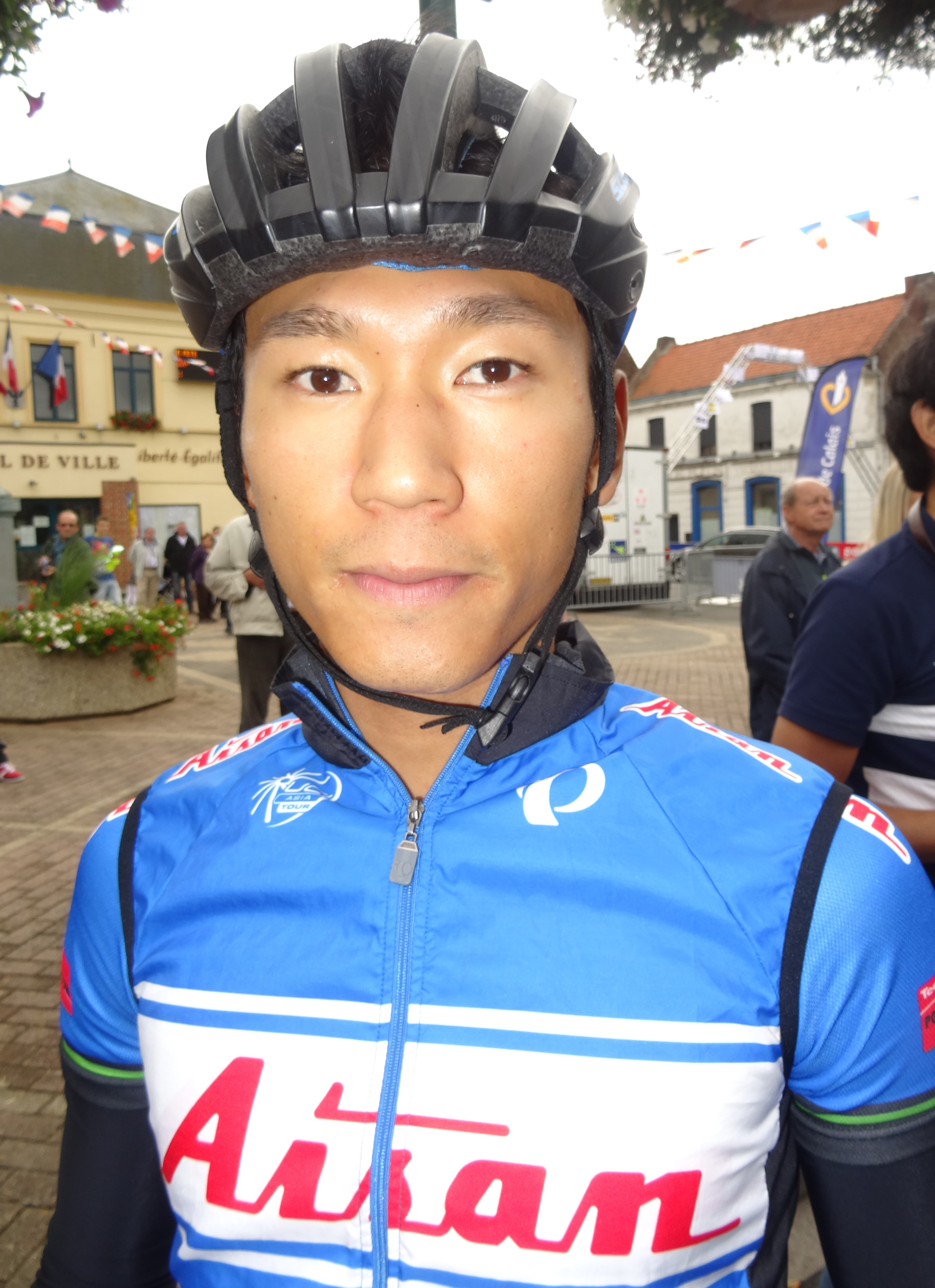
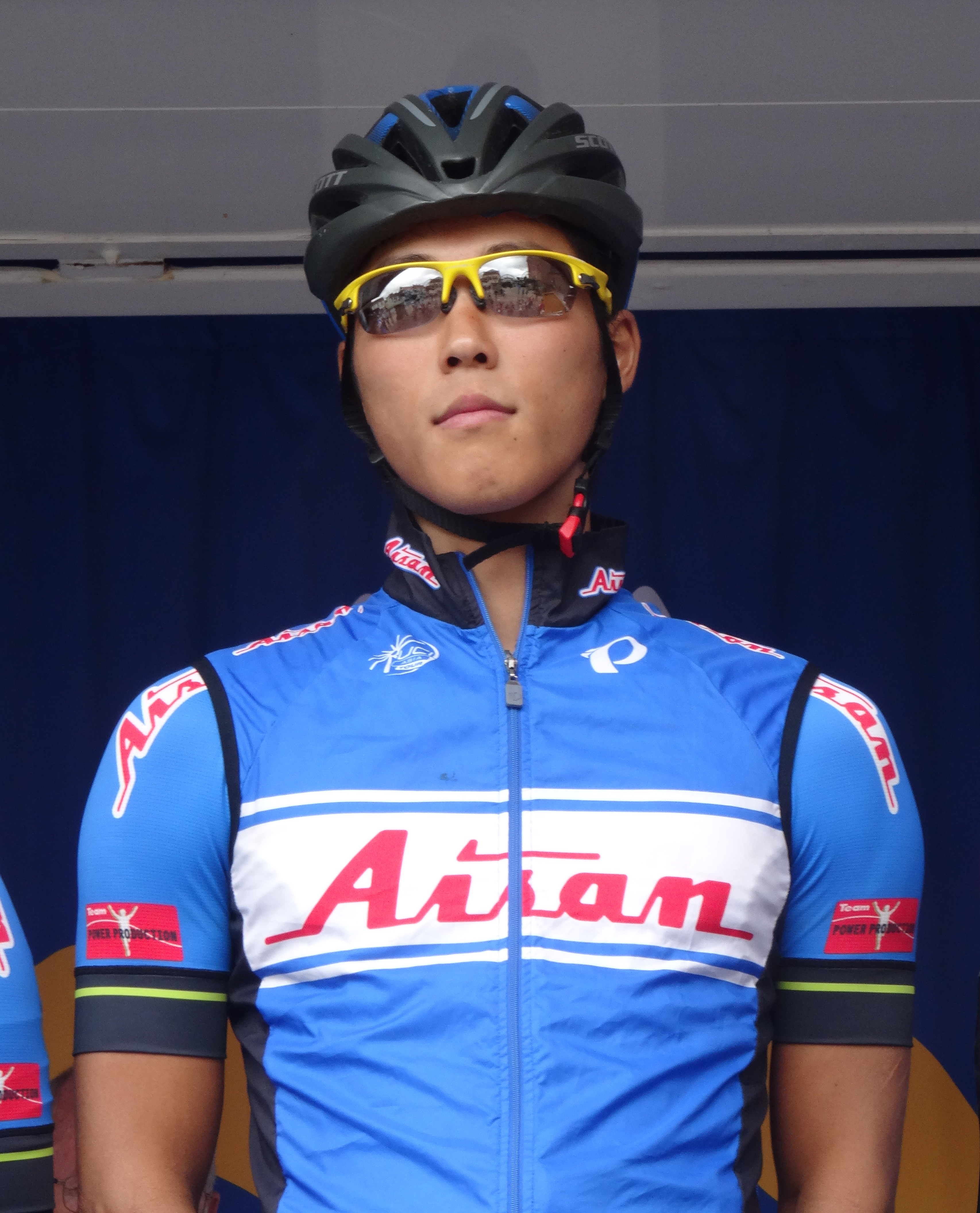
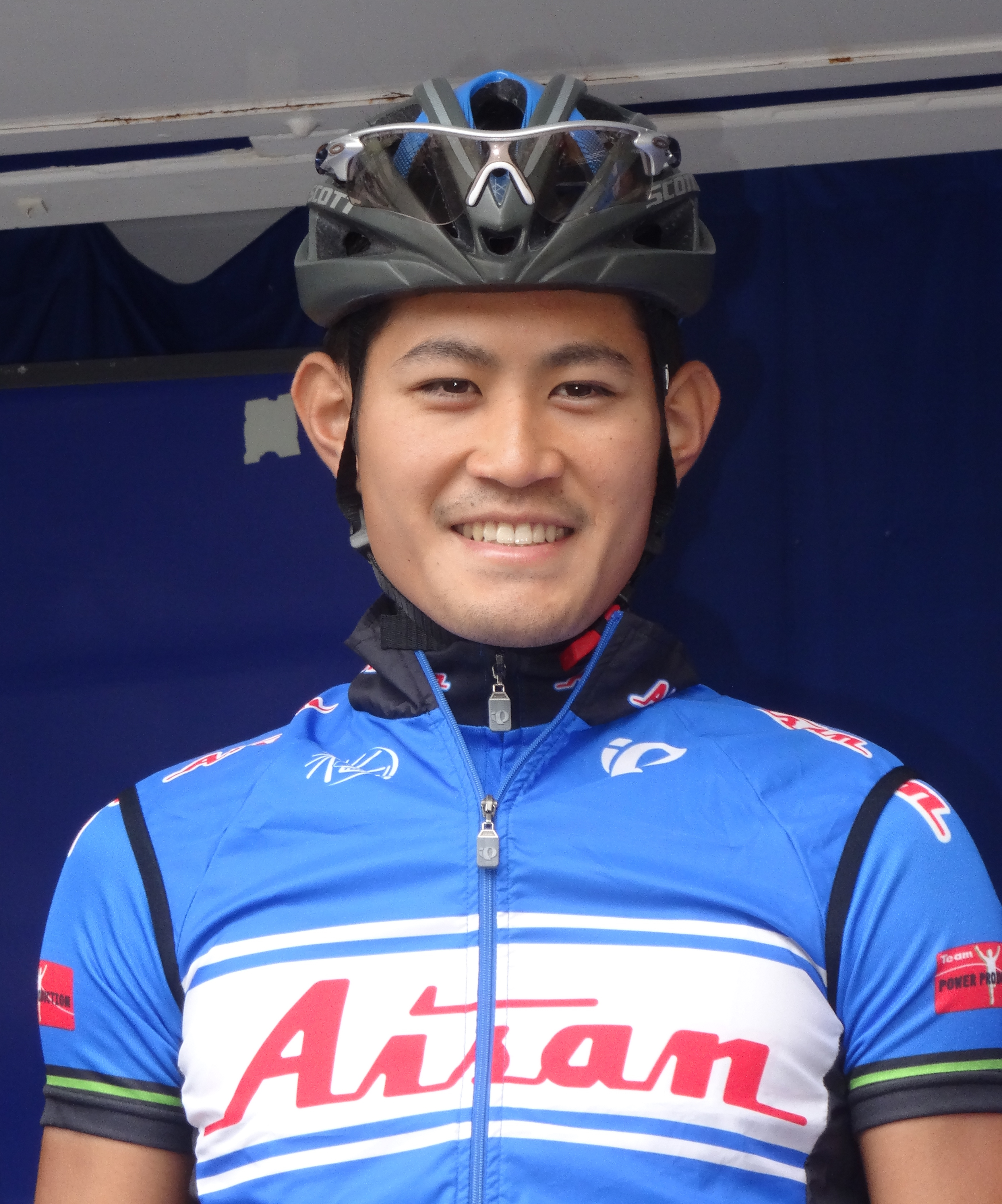
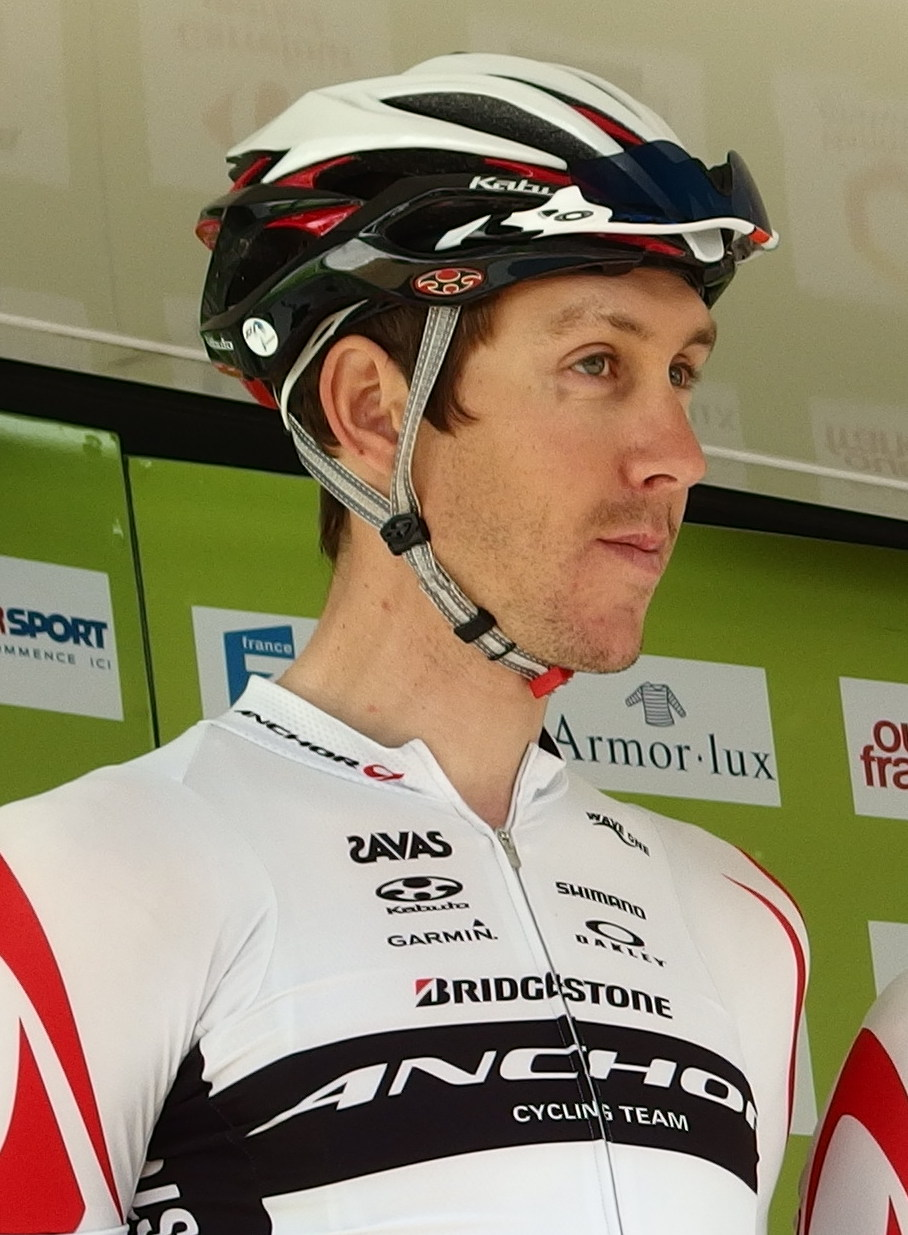

### 2023年所属選手
| 選手名     | 生年月日       | 国籍 | 2022年の所属チーム                                 |
| ---------- | -------------- | ---- | -------------------------------------------------- |
| 鈴木譲     | 1985年11月6日  | 日本 | 愛三工業レーシング                                 |
| 渡邊翔太郎 | 1994年8月29日  | 日本 | 愛三工業レーシング                                 |
| 岡本隼     | 1995年6月1日   | 日本 | 愛三工業レーシング                                 |
| 西尾憲人   | 1995年7月6日   | 日本 | 那須ブラーゼン                                     |
| 草場啓吾   | 1996年9月8日   | 日本 | 愛三工業レーシング                                 |
| 當原隼人   | 1997年6月26日  | 日本 | 愛三工業レーシング                                 |
| 石上優大   | 1997年10月20日 | 日本 | EFエデュケーション・NIPPO ディベロップメントチーム |
| 佐藤健     | 1999年11月19日 | 日本 | 愛三工業レーシング                                 |
| 初川弘浩   | 2001年10月15日 | 日本 | 研修生 / 中京大学4年在学中                         |

### 2022年所属選手
| 選手名           | 生年月日      | 国籍     | 2021年の所属チーム |
| ---------------- | ------------- | -------- | ------------------ |
| 鈴木譲           | 1985年11月6日 | 日本     | 愛三工業レーシング |
| 岡本隼           | 1995年6月1日  | 日本     | 愛三工業レーシング |
| 草場啓吾         | 1996年9月8日  | 日本     | 愛三工業レーシング |
| 中川拳           | 1997年9月22日 | 日本     | 愛三工業レーシング |
| 當原隼人         | 1997年6月26日 | 日本     | 愛三工業レーシング |
| 渡邉歩           | 1998年3月8日  | 日本     | 愛三工業レーシング |
| ダミアン・モニエ | 1982年8月27日 | フランス | 愛三工業レーシング |
| 渡邊翔太郎       | 1991年7月1日  | 日本     | 那須ブラーゼン     |
| 佐藤健           | 1997年8月3日  | 日本     | 日本大学           |

### 2021年所属選手
| 選手名                 | 生年月日       | 国籍             | 2020年の所属チーム                 |
| ---------------------- | -------------- | ---------------- | ---------------------------------- |
| 伊藤雅和               | 1997年9月22日  | 日本             | 愛三工業レーシング                 |
| 住吉宏太               | 1991年7月1日   | 日本             | 愛三工業レーシング                 |
| 岡本隼                 | 1995年6月1日   | 日本             | 愛三工業レーシング                 |
| 草場啓吾               | 1996年9月8日   | 日本             | 愛三工業レーシング                 |
| 大前翔                 | 1997年8月3日   | 日本             | 愛三工業レーシング                 |
| 中川拳                 | 1997年9月22日  | 日本             | 愛三工業レーシング                 |
| 當原隼人               | 1997年6月26日  | 日本             | 愛三工業レーシング                 |
| ダミアン・モニエ       | 1982年8月27日  | フランス         | 愛三工業レーシング                 |
| ジェイソン・クリスティ | 1990年12月22日 | ニュージーランド | 愛三工業レーシング                 |
| 鈴木譲                 | 1985年11月6日  | 日本             | 宇都宮ブリッツェン                 |
| 渡邉歩                 | 1998年3月8日   | 日本             | EQADS / Les Sables Vendée Cyclisme |

### 2020年所属選手
| 選手名                 | 生年月日       | 国籍             | 2019年の所属チーム                        |
| ---------------------- | -------------- | ---------------- | ----------------------------------------- |
| 住吉宏太               | 1991年7月1日   | 日本             | 愛三工業レーシング                        |
| 岡本隼                 | 1995年6月1日   | 日本             | 愛三工業レーシング                        |
| 草場啓吾               | 1996年9月8日   | 日本             | 愛三工業レーシング                        |
| 大前翔                 | 1997年8月3日   | 日本             | 愛三工業レーシング                        |
| 中川拳                 | 1997年9月22日  | 日本             | 愛三工業レーシング                        |
| ダミアン・モニエ       | 1982年8月27日  | フランス         | 愛三工業レーシング                        |
| ジェイソン・クリスティ | 1990年12月22日 | ニュージーランド | 愛三工業レーシング                        |
| 伊藤雅和               | 1997年9月22日  | 日本             | NIPPO・ヴィーニファンティーニ・ファイザネ |
| 當原隼人               | 1997年6月26日  | 日本             | 日本体育大学                              |
| 貝原涼太               | 1997年8月16日  | 日本             | 日本大学                                  |

### 2019年所属選手
| 選手名                 | 生年月日       | 国籍             | 2018年の所属チーム                     |
| ---------------------- | -------------- | ---------------- | -------------------------------------- |
| 早川朋宏               | 1990年1月2日   | 日本             | 愛三工業レーシング                     |
| 住吉宏太               | 1991年7月1日   | 日本             | 愛三工業レーシング                     |
| 渡邊翔太郎             | 1994年8月29日  | 日本             | 愛三工業レーシング                     |
| 岡本隼                 | 1995年6月1日   | 日本             | 愛三工業レーシング                     |
| ダミアン・モニエ       | 1982年8月27日  | フランス         | 愛三工業レーシング                     |
| 草場啓吾               | 1996年9月8日   | 日本             | 日本大学                               |
| 大前翔                 | 1997年8月3日   | 日本             | 慶應義塾大学                           |
| 中川拳                 | 1997年9月22日  | 日本             | 早稲田大学在学中                       |
| ジェイソン・クリスティ | 1990年12月22日 | ニュージーランド | チーム・サプラ・サイクリング（2017年） |

### 2018年所属選手
| 選手名           | 生年月日      | 国籍     | 2017年の所属チーム       |
| ---------------- | ------------- | -------- | ------------------------ |
| 小森亮平         | 1988年9月26日 | 日本     | 愛三工業レーシング       |
| 早川朋宏         | 1990年1月2日  | 日本     | 愛三工業レーシング       |
| 住吉宏太         | 1991年7月1日  | 日本     | 愛三工業レーシング       |
| 黒枝士揮         | 1992年1月8日  | 日本     | 愛三工業レーシング       |
| 渡邊翔太郎       | 1994年8月29日 | 日本     | 愛三工業レーシング       |
| 岡本隼           | 1995年6月1日  | 日本     | 愛三工業レーシング       |
| 阿曽圭佑         | 1992年4月14日 | 日本     | キナンサイクリングチーム |
| 野本空           | 1996年7月20日 | 日本     | 明治大学4年生            |
| ダミアン・モニエ | 1982年8月27日 | フランス | ブリヂストン・アンカー   |

### 2017年所属選手
| 選手名     | 生年月日      | 国籍 | 2016年の所属チーム               |
| ---------- | ------------- | ---- | -------------------------------- |
| 小森亮平   | 1988年9月26日 | 日本 | 愛三工業レーシング               |
| 早川朋宏   | 1990年1月2日  | 日本 | 愛三工業レーシング               |
| 黒枝士揮   | 1992年1月8日  | 日本 | 愛三工業レーシング               |
| 原田裕成   | 1993年8月11日 | 日本 | 愛三工業レーシング               |
| 住吉宏太   | 1991年7月1日  | 日本 | TeamUKYO                         |
| 渡邊翔太郎 | 1994年8月29日 | 日本 | 朝日大学                         |
| 岡本隼     | 1995年6月1日  | 日本 | 日本大学4年生 ※UCIレースのみ参加 |

※中根英登と伊藤雅和は日本自転車競技連盟の選手強化プロジェクト「JAPANプロサイクリング」との協力によりNIPPO・ヴィーニファンティーニに派遣 。

### 2016年所属選手
| 選手名   | 生年月日       | 国籍 | 2015年の所属チーム                      |
| -------- | -------------- | ---- | --------------------------------------- |
| 綾部勇成 | 1980年9月5日   | 日本 | 愛三工業レーシング                      |
| 中島康晴 | 1984年12月27日 | 日本 | 愛三工業レーシング                      |
| 福田真平 | 1987年11月22日 | 日本 | 愛三工業レーシング                      |
| 伊藤雅和 | 1988年6月12日  | 日本 | 愛三工業レーシング                      |
| 平塚吉光 | 1988年11月13日 | 日本 | 愛三工業レーシング                      |
| 小森亮平 | 1988年9月26日  | 日本 | 愛三工業レーシング                      |
| 早川朋宏 | 1990年1月2日   | 日本 | 愛三工業レーシング                      |
| 中根英登 | 1990年5月2日   | 日本 | 愛三工業レーシング                      |
| 黒枝士揮 | 1992年1月8日   | 日本 | NIPPO・ヴィーニファンティーニ・デローザ |
| 原田裕成 | 1993年8月11日  | 日本 | 鹿屋体育大学                            |

### 2015年所属選手
| 選手名   | 生年月日       | 国籍 | 2014年の所属チーム |
| -------- | -------------- | ---- | ------------------ |
| 綾部勇成 | 1980年9月5日   | 日本 | 愛三工業レーシング |
| 中島康晴 | 1984年12月27日 | 日本 | 愛三工業レーシング |
| 福田真平 | 1987年11月22日 | 日本 | 愛三工業レーシング |
| 伊藤雅和 | 1988年6月12日  | 日本 | 愛三工業レーシング |
| 小森亮平 | 1988年9月26日  | 日本 | 愛三工業レーシング |
| 平塚吉光 | 1988年11月13日 | 日本 | 愛三工業レーシング |
| 早川朋宏 | 1990年1月2日   | 日本 | 愛三工業レーシング |
| 中根英登 | 1990年5月2日   | 日本 | 愛三工業レーシング |

### 2014年所属選手
| 選手名   | 生年月日       | 国籍 | 2013年の所属チーム |
| -------- | -------------- | ---- | ------------------ |
| 西谷泰治 | 1981年2月1日   | 日本 | 愛三工業レーシング |
| 綾部勇成 | 1980年9月5日   | 日本 | 愛三工業レーシング |
| 盛一大   | 1982年2月26日  | 日本 | 愛三工業レーシング |
| 中島康晴 | 1984年12月27日 | 日本 | 愛三工業レーシング |
| 福田真平 | 1987年11月22日 | 日本 | 愛三工業レーシング |
| 伊藤雅和 | 1988年6月12日  | 日本 | 愛三工業レーシング |
| 平塚吉光 | 1988年11月13日 | 日本 | 愛三工業レーシング |
| 中根英登 | 1990年5月2日   | 日本 | Team NIPPO         |
| 早川朋宏 | 1990年1月2日   | 日本 | Team NIPPO         |
| 小森亮平 | 1988年9月26日  | 日本 | チームユーラシア   |

### 2013年所属選手
| 選手名      | 生年月日       | 国籍 | 2012年の所属チーム |
| ----------- | -------------- | ---- | ------------------ |
| 綾部勇成    | 1980年9月5日   | 日本 | 愛三工業レーシング |
| 福田真平    | 1987年11月22日 | 日本 | 愛三工業レーシング |
| 平塚吉光    | 1988年11月13日 | 日本 | シマノレーシング   |
| 伊藤雅和    | 1988年6月12日  | 日本 | 愛三工業レーシング |
| 木守望      | 1989年2月1日   | 日本 | 愛三工業レーシング |
| Reo Mashima | 1986年2月26日  | 日本 | 愛三工業レーシング |
| 盛一大      | 1982年2月26日  | 日本 | 愛三工業レーシング |
| 中島康晴    | 1984年12月27日 | 日本 | 愛三工業レーシング |
| 西谷泰治    | 1981年2月1日   | 日本 | 愛三工業レーシング |

### 2012年所属選手
| 選手名   | 所属年 | 国籍 | 所属中の主な戦績                  | 前所属先                     |
| -------- | ------ | ---- | --------------------------------- | ---------------------------- |
| 西谷泰治 | 2003-  | 日本 | 2006年ツール・ド・北海道総合優勝  | 日本大学                     |
| 盛一大   | 2004-  | 日本 | ツール・ド・北海道ステージ通算4勝 | 日本大学                     |
| 綾部勇成 | 2006-  | 日本 |                                   | チームミヤタ                 |
| 鈴木謙一 | 2007-  | 日本 |                                   |                              |
| 品川真寛 | 2008-  | 日本 |                                   | スキル・シマノ               |
| 松村光浩 | 2009-  | 日本 |                                   | マトリックス・パワータグ     |
| 福田真平 | 2010-  | 日本 |                                   | チームブリヂストン・アンカー |
| 中島康晴 | 2011-  | 日本 | 2009年熊本国際ロード優勝          | チームNIPPO                  |
| 伊藤雅和 | 2011-  | 日本 |                                   | 鹿屋体育大学                 |
| 木守望   | 2011-  | 日本 |                                   | 京都産業大学                 |

### 過去に所属した主な選手
| 選手名                 | 所属年               | 国籍             | 所属中の主な戦績                            | 移籍先                           | 備考                                                                                       |
| ---------------------- | -------------------- | ---------------- | ------------------------------------------- | -------------------------------- | ------------------------------------------------------------------------------------------ |
| 別府匠                 | 2004-2010            | 日本             | 2004年ツアー・オブ・ジャパン第2ステージ勝利 | 引退                             | 2011年から2022年まで監督として在籍                                                         |
| 廣瀬敏                 | 2005-2008            | 日本             | 2006年ヘラルド・サン・ツアー第4ステージ勝利 | チームNIPPOコルナゴ              |                                                                                            |
| 盛一大                 | 2004-2014            | 日本             | 全日本選手権個人タイムトライアル優勝        | 引退                             |                                                                                            |
| 西谷泰治               | 2003-2014            | 日本             | 全日本選手権ロードレース優勝                | 引退                             |                                                                                            |
| 綾部勇成               | 2006-2016            | 日本             |                                             | 引退                             |                                                                                            |
| 中島康晴               | 2011-2016            | 日本             |                                             | キナンサイクリングチーム         |                                                                                            |
| 福田真平               | 2010-2016            | 日本             |                                             | 引退                             |                                                                                            |
| 平塚吉光               | 2013-2016            | 日本             |                                             | TeamUKYO                         |                                                                                            |
| 小森亮平               | 2014-2018            | 日本             |                                             | マトリックス・パワータグ         |                                                                                            |
| 黒枝士揮               | 2016-2018            | 日本             |                                             | チーム ブリヂストン サイクリング |                                                                                            |
| 早川朋宏               | 2014-2019            | 日本             |                                             | 引退                             | 2020年のチーム体制よりチームスタッフとして在籍し、2022年をもって退社。                     |
| ジェイソン・クリスティ | 2019-2021            | ニュージーランド |                                             |                                  | 2021年のニュージーランド国内選手権まで在籍                                                 |
| 伊藤雅和               | 2011-2016、2020-2021 | 日本             |                                             | シエルブルー鹿屋                 |                                                                                            |
| 住吉宏太               | 2017-2021            | 日本             |                                             | Sparkle Oita Racingteam          |                                                                                            |
| ダミアン・モニエ       | 2018-2022            | フランス         |                                             | 引退                             | 2023年のチーム体制より欧州スタッフとして在籍                                               |
| 渡邉歩                 | 2021-2023            | 日本             |                                             | 引退                             | 2023年の新チーム体制では選手として登録されていたが、健康上の理由により引退しスタッフに転向 |
| 鈴木譲                 | 2008、2021-2023      | 日本             |                                             | ヴェロリアン松山                 |                                                                                            |

## 主な戦績

### 2019年
9月 - ツール・ド・イジェン第3ステージ勝利（大前翔）

### 2018年
4月 - ツール・ド・ロンボク第3ステージ勝利（黒枝士揮）

### 2017年
9月 - ツール・ド・北海道第2ステージ勝利（岡本隼）

### 2015年
4月 - ツアー・オブ・タイランド総合優勝（中島康晴）

### 2014年
4月 - ツアー・オブ・タイランド第6ステージ勝利（西谷泰治）
4月 - ツアー・オブ・タイランド総合優勝（中島康晴）
9月 - ツール・ド・イーストジャワ第1ステージ勝利（中島康晴）

### 2009年
6月 - 全日本選手権個人タイムトライアル優勝（盛一大）
6月 - 全日本選手権ロードレース優勝（西谷泰治）

### 2008年
3月 - ツール・ド・台湾総合5位（西谷泰治）
4月 - ツール・ド・イーストジャワ第3ステージ勝利（西谷泰治）
4月 - アジア選手権ポイントレース2位（盛一大）
4月 - アジア選手権団体追い抜き3位（盛一大）
5月 - ツール・ド・熊野第1ステージ勝利（廣瀬敏）
5月 - ツール・ド・熊野総合2位（廣瀬敏）
6月 - 全日本選手権個人タイムトライアル2位（盛一大）
10月 - ツール・ド・北海道第2ステージ勝利（盛一大）
10月 - ツール・ド・北海道第3ステージ勝利（盛一大）
10月 - ツール・ド・北海道第6ステージ勝利（西谷泰治）
10月 - ジャパンカップ10位（西谷泰治）